# Chobits
Chobits (ちょびっツ Chobittsu) er en japansk manga lavet af CLAMP. Den blev originalt udgivet af Kodansha i Young Magazine fra februar 2001 til november 2002, og senere samlet i 8 bind. Til forskel fra de fleste andre historier af Clamp, er Chobits en seinen-serie. En animeserie af Chobits, på 26 afsnit, blev sendt på TBS og Animax fra april til september 2002. Der er yderligere blevet udgivet videospil, samt andet merchandise i form af figurer, samlekort, kalendere og billedbøger.

## Historie
Historien handler om en den unge studerende Hideki, der en dag finder en persocom (computer i menneske skikkelse) liggende i affaldet. Han tager hende med hjem og får hende startet. Men der er noget mystisk og sært ved hende. Hun har ingen programmer, men kan gå. Han døber hende Chi, fordi det er det første hun siger, og han lærer hende blandt andet at tale.
Efter lidt tid finder Hideki ud af, at der er nogle der vil have Chi, men hvem er de og hvad vil de? Og hvorfor ser de bøger som Hideki køber til Chi ud til at påvirke hende?